# Mirandola
Mirandola – miejscowość i gmina we Włoszech, w regionie Emilia-Romania, w prowincji Modena.
Według danych na rok 2004 gminę zamieszkiwały 21 482 osoby, 156,8 os./km².
W miejscowości znajduje się stacja kolejowa Mirandola.

## Miasta partnerskie
- Ostfildern
- Villejuif